# 성주 한강종택
성주 한강종택(星州 寒岡宗宅)은 대한민국 경상북도 성주군 수륜면 수성리에 있는 종택이다. 2013년 9월 12일 경상북도의 문화재자료 제614호로 지정되었다.

## 개요
이 가옥은 조선중기 대유학자인 한강(寒岡) 정구(鄭逑)의 후손들인 청주정씨문목공파의 종택이다. 종택의 최초 건립연대는 명확하지 않으나 현재의 건물은 1800년대의 것으로 추정되며, 사당은 기존의 사당을 철거하고 1992년에 중건하였다.
한강 정구는 외증조 한훤당(寒暄堂) 김굉필(金宏弼)의 도학을 전수하고, 그 기반 위에 퇴계학과 남명학을 통합하여 새로운 학통을 세워 실학의 연원을 확립하였으며, 우주 공간의 모든 것을 연구대상으로 삼아 경서(經書), 병학(兵學), 의학, 역사, 천문, 풍수지리 등 모든 학문에 관심을 가졌으며, 특히 심학(心學)과 예학(禮學)에 많은 관심을 기울인 대학자였다. 그는 평소 관직에 뜻을 두지 않았으나, 국가의 부름을 거절하지 못하여 부득이 관직에 나을 경우에는 주로 외직을 맡아 선정을 베풀었으며, 내직으로 우승지(右承旨), 형조참판 (刑曹參判), 대사헌(大司憲) 등을 역임하였다. 사후에 문목(文穆)의 시호(諡號)가 내리고 영의정(領議政)에 추증(追贈)되었다.
가옥의 구성은-자형의 사랑채와 안채를二자형으로 배치하였는데, 근년에 사랑채 뒤쪽으로 아래채를 달아내어 전체적으로 자형의 배치를 이루게 되었다. 또한 증택의 우측에는 볕도로 사각형의 토석담장을 두른 사당이 위치하고 있다.

## 같이 보기
- 정구

## 참고 자료
- 성주 한강종택 - 국가유산청 국가유산포털